# 明治村 (大分県大分郡)
明治村（めいじむら）は、大分県大分郡にあった村。現在の大分市の一部にあたる。

## 地理
- 河川：乙津川[2]、原川[3]

## 歴史
- 1889年（明治22年）4月1日、町村制の施行により、大分郡横尾村、猪野村、小池原村、葛木村が合併して村制施行し、明治村が発足[1][4]。旧村名を継承した横尾、猪野、小池原、葛木の4大字を編成[4]。
- 1954年（昭和29年）3月31日、大分郡鶴崎町、高田村、松岡村、川添村と合併し、市制施行し鶴崎市を新設して廃止された[1][4]。

## 産業
- 農業

## 村長
- 下郡平治 - のち鶴崎市長。